# Puebla del Prior
Puebla del Prior település Spanyolországban, Badajoz tartományban. Puebla del Prior Hornachos és Ribera del Fresno községekkel határos. Lakosainak száma 460 fő (2024).

## Népesség
A település népessége az utóbbi években az alábbiak szerint változott:
| Lakosok száma | 563  | 555  | 543  | 545  | 531  | 523  | 496  | 490  | 469  | 460  |
|               | 2001 | 2004 | 2006 | 2009 | 2011 | 2014 | 2016 | 2019 | 2021 | 2024 |